# Vermoeden (recht)
Het vermoeden (Frans: présomption) is een bewijstechniek waarbij uit de aanwezigheid van een bekend feit het bestaan van een onbekend feit wordt afgeleid. 

## België
Het gebruik van vermoedens in de bewijsvoering is geregeld door boek 8 van het Burgerlijk Wetboek. Het maakt een onderscheid tussen wettelijke vermoedens, die al dan niet weerlegbaar zijn, en feitelijke vermoedens. Een wettelijk vermoeden vindt de rechter in de wet zelf, terwijl hij een feitelijk vermoeden uit eigen oordeel en beleid kan putten. Vermoedens berusten op een redenering: volgens de memorie van toelichting zijn ze niet te beschouwen als een redeneringsproces, maar als het resultaat daarvan. Ze kunnen zorgen voor een verschuiving of zelfs omkering van de bewijslast.
Vóór de invoering van het nieuwe bewijsrecht in 2019 waren vermoedens geregeld in art. 1349-1353 Oud B.W. Deze artikelen waren ongewijzigd van kracht sinds de napoleontische tijd.

### Wettelijk vermoeden(praesumptio juris)
Van een wettelijk vermoeden is sprake als de wet zelf een bepaald gevolg verbindt aan zekere feiten of rechtshandelingen. Deze "intermediaire" feiten moeten nog steeds worden bewezen om het vermoeden in gang te zetten. Het wettelijk vermoeden dat een wet met bepaalde rechtshandelingen of feiten verbindt, wijzigt het voorwerp van het bewijs of stelt een partij vrij van bewijslevering daaromtrent (art. 8.7 B.W.). In tegenstelling tot feitelijke vermoedens, zijn wettelijke vermoedens geen bewijsmiddel, maar worden ze eerder gezien als een afwijking van de normale bewijslastverdeling van artikel 8.5 B.W. Het gaat om een juridische techniek die door middel van veronderstelling tot een andere verdeling van de bewijslast komt. 
Het zou correcter zijn om te spreken over een "rechtsvermoeden", want ook andere rechtsregels dan wettelijke kunnen vermoedens instellen (bv. het vermoeden dat eenieder wordt geacht de wet te kennen, is een algemeen rechtsbeginsel).
Wettelijke vermoedens vallen uiteen in weerlegbare (juris tantum) en onweerlegbare (juris et de jure).

#### Onweerlegbare vermoedens
Van een onweerlegbaar vermoeden mag het tegenbewijs niet worden geleverd. Zodra de intermediaire feiten zijn aangetoond, staat het wettelijk vooropgestelde rechtsgevolg onomstotelijk vast. Onweerlegbaarheid wordt niet aangenomen en moet in principe uitdrukkelijk in de wet zijn vermeld. Art. 8.7 B.W. onderscheidt drie types van onweerlegbaar vermoeden:
1. Wanneer de onweerlegbaarheid in de wet is bepaald (bv. het vermoeden van bevrijding van schuld in art. 1282 Oud B.W.)
2. Wanneer het vermoeden tot nietigheid van een rechtshandeling leidt (bv. het vermoeden van captatie in art. 909 Oud B.W.)
3. Wanneer het vermoeden tot de onontvankelijkheid van een vordering in rechte leidt (bv. het gezag van gewijsde tussen partijen)[4]

Andere voorbeelden van onweerlegbare vermoedens zijn:
- Echtscheidingsvordering: als echtgenoten al meer dan een jaar feitelijk gescheiden leven, neemt de wet aan dat hun huwelijk onherstelbaar ontwricht is.[5]
- Bouwvergunning: bestaande constructies die zijn opgericht vóór 22 april 1962, worden geacht vergund te zijn.[6]
- In België worden burgemeesters onweerlegbaar vermoed zowel de Nederlandse als de Franse taal te beheersen.
- Afgevaardigden van werkgevers- en werknemersorganisaties worden geacht bevoegd te zijn om een CAO te sluiten namens hun organisatie.[7]

Onder het oude recht kon alleen een gerechtelijke bekentenis of een gerechtelijke eed een onweerlegbaar vermoeden nog ontkrachten. Als het vermoeden de openbare orde raakte, was zelfs dat niet toegelaten.

#### Weerlegbare vermoedens
Een weerlegbaar vermoeden geldt tot bewijs van het tegendeel. De wederpartij mag dus proberen aan te tonen dat de gevolgtrekking die de wet uit een bepaald feit afleidt, niet overeenstemt met de realiteit. Soms zal de wet de wijze waarop dit tegenbewijs mag worden geleverd limitatief beperken. Men spreekt dan ook wel van een gemengd vermoeden.
- Vermoeden van vaderschap: kinderen die tijdens het huwelijk of binnen 300 dagen na de ontbinding of de nietigverklaring ervan worden geboren, hebben de echtgenoot tot vader.[9]
- Vermoeden van onschuld: iedere betichte is onschuldig tot zijn schuld in rechte is vastgesteld.[10][11]
- De vermoedens van wettige verdediging in het strafrecht (art. 417 Sw.)
- Proces-verbaal: strafrechters moeten de vaststellingen van de opsteller van een proces-verbaal voor waar aannemen tot bewijs van het tegendeel.[12]

### Feitelijk vermoeden(praesumptio facti)
Het vermoeden van feitelijke aard is gedefinieerd als "een bewijsmiddel waarbij de rechter het bestaan van één of meer onbekende feiten afleidt uit het voorhanden zijn van één of meer bekende feiten" (artikel 8.1, 9° B.W.). Het wordt dus worden overgelaten aan het oordeel en beleid van de rechters om het bestaan van een vermoeden aan te nemen en de bewijswaarde ervan te bepalen. Vandaar dat men soms ook over rechterlijke vermoedens spreekt. In tegenstelling tot wettelijke vermoedens, worden feitelijke vermoedens ondergebracht bij de bewijsmiddelen en hebben ze dus een plaats in het vrij bewijsstelsel. Ze zijn enkel toelaatbaar in de gevallen waarin de wet het bewijs met alle bewijsmiddelen toelaat. Er wordt vereist dat feitelijke vermoedens op één of meer ernstige of precieze aanwijzingen berusten.
Voorheen golden voor feitelijke vermoedens de grenzen gesteld door art. 1353 oud B.W.:
- Alleen gewichtige, bepaalde en met elkaar overeenstemmende vermoedens kwamen in aanmerking;
- Alleen in gevallen waarin het getuigenbewijs was toegelaten (tenzij er sprake was van bedrog of arglist).

De wetgever heeft deze voorwaarden bewust verlaten.
Rechters maken veelvuldig gebruik van de hen geboden mogelijkheid. Bekend is de jurisprudentie rond stilzwijgende aanvaarding tussen handelaars (leveringen, facturen...).

## Voetnoten
1. ↑  Memorie van Toelichting bij het Wetsontwerp houdende invoeging van Boek 8 “Bewijs” in het nieuw Burgerlijk Wetboek, Parl.St. Kamer 2018-2019, nr. 54-3349/1, p. 9
2. ↑  Behoudens de opheffing van artikel 1351 bij de invoering van het Gerechtelijk Wetboek (1967), dat de regel hernam in zijn artikel 23.
3. ↑  Joke Baeck, Boek 8 'Bewijs': het eerste boek van het nieuw Burgerlijk Wetboek in: Rechtskundig Weekblad, 2019-2020, nr. 29, kol. 1130
4. ↑  Vroeger hadden strafrechtelijke uitspraken absoluut gezag van gewijsde: ze bezaten een onweerlegbaar vermoeden van waarheid en drongen zich op aan andere rechters (res judicata pro veritate habetur). Ondertussen is dit sterk afgezwakt.
5. ↑  Artikel 229, § 3 van het Burgerlijk Wetboek; Brussel 26 september 2013, J.L.M.B. 2014, nr. 6, blz. 287.
6. ↑  Artikel 4.2.14, § 1 van de Vlaamse Codex Ruimtelijke Ordening
7. ↑  Art. 12, eerste lid CAO-wet.
8. ↑  Artikel 1352 van het Burgerlijk Wetboek
9. ↑  Artikel 315-318 van het Burgerlijk Wetboek; weerlegging is gelimiteerd als het kind bezit van staat heeft.
10. ↑  Artikel 6.2 van het Europees Verdrag voor de Rechten van de Mens
11. ↑  Artikel 14, 2. Internationaal verdrag inzake burgerrechten en politieke rechten
12. ↑  Artikel 154 van het Wetboek van Strafvordering
13. ↑  Memorie van Toelichting bij het Wetsontwerp houdende invoeging van Boek 8 “Bewijs” in het nieuw Burgerlijk Wetboek, Parl.St. Kamer 2018-2019, nr. 54-3349/1, p. 34